# ジョージ・パドモア

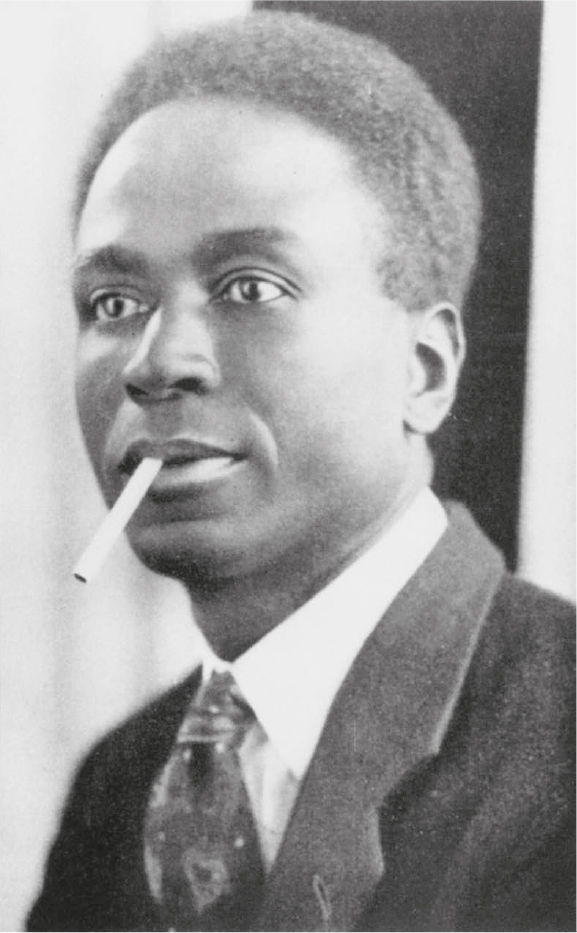

ジョージ・パドモア（George Padmore、1902年 - 1959年9月23日）は、トリニダード・トバゴ出身の共産主義者、パンアフリカニスト。本名はマルコム・イヴァン・メレディス・ナース Malcolm Ivan Meredith Nurse。

## 生涯
トリニダード島のアロウカに生まれ、1924年医学を学ぶためテネシー州のフィスク大学に留学。その後ハワード大学に転校し、そこでアメリカ共産党に入党して、名をジョージ・パドモアとした。パドモアは黒人学生のリーダーとして頭角を現し、コミンテルンに参加。1929年にアメリカを離れソビエト連邦に移住し、赤色労働組合インターナショナル（プロフィンテルン）の黒人局議長を務めた。1934年、コミンテルンから追放されロンドンへ移住。そこで知り合ったC・L・R・ジェームズと行動をともにした。
このころからパンアフリカニズムを唱えるようになり、1945年10月のマンチェスターでのパンアフリカ会議において、クワメ・エンクルマとともに書記を務め、ジョモ・ケニヤッタ、W・E・B・デュボイスらと、戦後のアフリカの独立についての指針を討議した。
ガーナ独立後の1957年、パドモアは政治顧問としてクワメ・エンクルマに招かれ、以後ガーナに定住した。1959年9月23日、入院先のロンドンの病院で亡くなった。